# To Those Who Walk Behind Us
To Those Who Walk behind Us er et album udgivet i 2009 af det Aarhus-baserede death metal-band Illdisposed. Albummet er gruppens ottende album ud af 15. Det indeholder referencer til danske film, herunder Pusher II og De grønne slagtere, samt fra den amerikanske film The shining.

## Numre
1. "Blood on Your Parade" - 4:18
2. "For the Record" - 3:14
3. "Come and Get Me" - 4:10
4. "Seeking Truth - Telling Lies" - 3:44
5. "Sale at the Misery Factory" - 4:31
6. "To Those Who Walk behind Me" - 4:05
7. "If All the World" - 4:22
8. "My Number Is Expired" - 3:45
9. "Johnny" - 4:15
10. "This Unscheduled Moment" - 3:43
11. "Nu gik det lige så godt" - 3:58
12. "When You Scream" (re-mix, ltd. edition Bonus)
13. "Throw Your Bolts" (Live, ltd. edition Bonus

Alle tekster er skrevet af Bo Summer og musikken er skrevet af Jakob "Batten" Hansen.

## Modtagelse
Albummet røg ind på den officielle danske hitliste som nr. 32, den højeste position bandet har opnået. Dette skyldes formentlig, at albummet er mere eksperimenterende og i større grad skifter mellem Bo Summers karakteristiske dybe "subwooferstemme" og hans andre egenskaber som vokalist.[kilde mangler]